# Elnur Məmmədli
Elnur Çingiz oğlu Məmmədli (Baku, 29 giugno 1988) è un ex judoka azero, campione olimpico a Pechino 2008 nel torneo dei 73 kg.

## Biografia
E' zio del judoka Kəramət Hüseynov.
Gareggiò nella categoria di peso fino a 73 kg.
Agli europei di Tampere 2006 si laureò campione continentale. L'anno successivo ottenne il secondo posto ai mondiali di Rio de Janeiro 2007.
Rappresentò la Azerbaigian ai Giochi olimpici estivi di Pechino 2008, dove sconfisse il favorito, il sudcoreano Wang Ki-Chun, con un ippon, diventando così il primo judoka azero campione olimpico.
Ai Giochi olimpici estivi di Londra 2012 sfilò come alfiere durante la cerimonia d'apertura.

## Palmarès
- Giochi olimpici estivi

Pechino 2008: oro nei 73 kg.
- Mondiali

Rio de Janeiro 2007: argento nei 73 kg.
- Europei

Tampere 2006: oro nei 73 kg.
Istanbul 2011: oro nei 73 kg.